# 2005 în teatru
- 2003 în teatru — 2004 în teatru — 2005 în teatru — 2006 în teatru — 2007 în teatru

## Premiere
Teatrul Național București
- 8 martie: Ludwig, Nicolo și Jo de Radu Gheorghe, regia	Radu Gheorghe
- 23 aprilie: Don Quijote după Miguel de Cervantes, regia Dan Puric
- 25 septembrie: Chicago regia 	Ricard Reguant
- 9 octombrie: Inimă de câine după Mihail Bulgakov, regia Yuri Kordonski
- 23 octombrie: Dulcea pasăre a tinereții de Tennessee Williams, regia Tudor Mărăscu
- 29 octombrie: Gândirea de Leonid Andreev, regia Felix Alexa
- 24 noiembrie: Patimile Sfântului Tommaso d’Aquino după Alex Mihai Stoenescu, regia Grigore Gonța

Teatrul Bulandra
Teatrul Nottara
Teatrul Odeon
Teatrul de Comedie
Teatrul Mic
Teatrul Foarte Mic
Teatrul Act